# أبو الليث الليبي
أبو الليث الليبي (بالإنجليزية: Abu Laith al-Libi) (و. 1967 – 2008 م) هو من ليبيا ولد في ليبيا.